# のうみ (掃海艦)
のうみ（ローマ字：JS Nōmi, MSO-307）は、海上自衛隊の掃海艦。あわじ型掃海艦の4番艦。艦名は広島県に属する能美島に由来する。この名を持つ日本の艦艇としては、旧海軍の御蔵型海防艦「能美」に次いで2代目、海上自衛隊の艦艇としては、初の命名である。
本記事は、本艦の艦暦について主に取り扱っているため、性能や装備等の概要についてはあわじ型掃海艦を参照されたい。

## 艦歴
「のうみ」は、令和2年度（2020年度）計画掃海艦307号艦として、JMU横浜事業所鶴見工場で2021年5月19日に起工され、2023年10月24日に命名・進水した。艤装工事と海上公試を経て2025年3月12日に就役し、掃海隊群第3掃海隊に編入され、呉に配備された。

## 歴代艦長
| 代       | 氏名     | 在任期間               | 前職           | 後職       | 備考     |
| 艤装員長 | 艤装員長 | 艤装員長               | 艤装員長       | 艤装員長   | 艤装員長 |
| -------- | -------- | ---------------------- | -------------- | ---------- | -------- |
| -        | 中嶋 誠  | 2023.10.24 - 2025.3.11 |                | のうみ艦長 |          |
| 艦長     |          |                        |                |            |          |
| 1        | 中嶋誠   | 2025.3.12 -            | のうみ艤装員長 |            |          |